# Reguenga
Reguenga is een plaats (freguesia) in de Portugese gemeente Santo Tirso en telt 1595 inwoners (2001).